# Guido Romano
Guido Romano (Mòdena, Emília-Romanya, 31 de gener de 1887 – prop de Vicenza, 18 de juny de 1916) va ser un gimnasta artístic italià, que va competir a començament del segle xx.
El 1908 va prendre part en els Jocs Olímpics de Londres, on fou 19è en la prova del concurs complet individual del programa de gimnàstica.
El Quatre anys més tard, als Jocs d'Estocolm, va guanyar la medalla d'or en la prova del concurs complet per equips del programa de gimnàstica. En la prova del individual fou novè.
Morí en el curs de l'ofensiva de l'Asiago, durant la Primera Guerra Mundial.